# Yerres (rivier)
De Yerres is een rechterzijrivier van de Seine in Île-de-France, stromend door de Franse departementen Seine-et-Marne, Essonne en Val-de-Marne. 
De Yerres ontspringt in Guérard, ten noorden van het gehucht Courbon, aan de rand van de departementale weg D 20E, stroomt door Rozay-en-Brie, Chaumes-en-Brie, Soignolles-en-Brie, Brie-Comte-Robert, Combs-la-Ville, Quincy-sous-Sénart, Boussy-Saint-Antoine, Épinay-sous-Sénart, Brunoy, Yerres, Montgeron en Crosne en mondt in Villeneuve-Saint-Georges uit in de Seine.
De voornaamste zijrivieren zijn:
- aan de rechteroever: de Ru de Bréon, de Marsange en de Réveillon,
- aan de linkeroever: de Visandre, de Yvron en de Ru d'Avon.

Het 1.020 km² grote stroomgebied is voor 85% van de oppervlakte ruraal bedekt met gewassen en bossen, voornamelijk in Seine-et-Marne. Verstedelijkte gebieden, ongeveer 10% van het totaal, zijn stroomafwaarts geconcentreerd in de buurt van de samenvloeiing met de Seine.
Snelle verstedelijking, in het onderste deel van zijn loop, heeft nu het aantal uiterwaarden verminderd, typische toevluchtsoorden van fauna en flora met een grote biodiversiteit, uiterwaarden die ook de overstromingen reguleerden.